# 汶水镇
汶水镇，是中华人民共和国四川省凉山彝族自治州雷波县下辖的一个乡镇级行政单位。

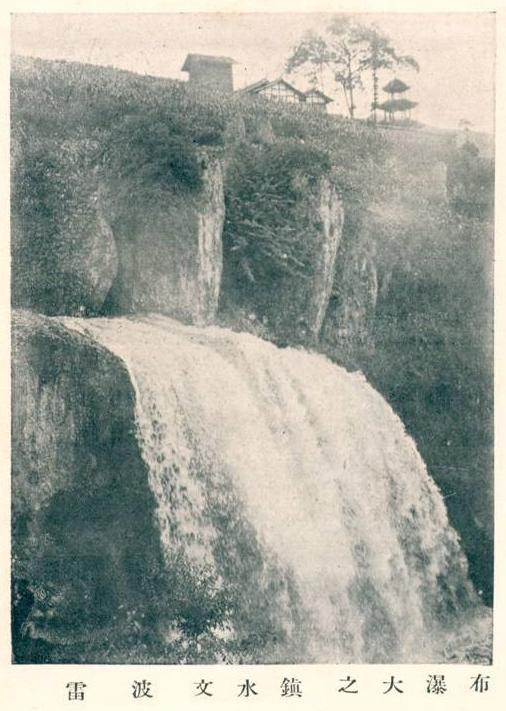
雷波文水鎮之大瀑布

## 行政区划
汶水镇下辖以下地区：
汶水镇社区、汶水村、香樟坝村、战斗村、小田村、马道子村、大田村、狮子村、莲花石村、红花村、颜家湾村、太平楼村、彭家山村、桂花村和铜厂沟村。